# Santa Matilde (Automobil)
Unter der Bezeichnung Santa Matilde (abgekürzt oft Sta Matilde geschrieben) oder SM4.1 bot der 1916 gegründete brasilianische Landmaschinenhersteller Industrial Santa Matilde mit Sitz in Petrópolis (RJ) und Fertigungsstätten in Três Rios (RJ) und Conselheiro Lafaiete (MG) von 1978 bis 1988 einen Sportwagen an.
Die Firma beschäftigte sich zudem mit dem Bau von Waggons, weiteren Eisenbahngerätschaften und Traktoren. Die Firma wurde 1988 großteils geschlossen und Automobile nur noch in sehr geringen Stückzahlen hergestellt. Das letzte Fahrzeug wurde 1997 produziert, bevor das Unternehmen aufgelöst wurde.

## Geschichte
Der Sta Matilde wurde erstmals auf dem brasilianischen Automobilsalon des Jahres 1976 gezeigt. Wie beim Puma auf Volkswagen-Basis war sein Erscheinen eine Folge auf die 1975 durch die brasilianische Regierung verhängten hohen Einfuhrzölle für ausländische Sportwagen.
Anders als Puma bediente sich Sta Matilde der zeitgenössischen Technik von Chevrolet Brasilien, insbesondere Motoren, Getriebe und weiterer Komponenten, etwa der hinteren Starrachse aus dem Chevrolet Opala.
Der Sta Matilde besaß vorne längs montierte Chevrolet-Motoren, bis 1980 ausschließlich einen 4,1 Liter großen Reihensechszylindermotor mit 171 Brutto-PS (netto 127 PS), ab 1980 wahlweise einen turbogeladenen 2,5-Liter-Vierzylindermotor (210 PS), den gleichen Motor als Saugvariante für Alkoholbetrieb oder den auf ebenfalls 210 PS leistungsgesteigerten Reihensechszylinder. Der Sechszylinder konnte auch mit einem Automatikgetriebe kombiniert werden.
Die nur 66 Kilogramm schwere Coupé-Karosserie mit Fließheck und großer Heckklappe besteht aus glasfaserverstärktem Polyester und ist 2+2-sitzig ausgelegt. Das Design stammt von Ana Lídia Pimentel Duarte, der Tochter des Sta-Matilde-Direktors. Zur Ausstattung zählen elektrische Fensterheber, Kassettenradio, Automatik-Sicherheitsgurte, Ledersitze und Klimaanlage. In technischer Hinsicht für die damalige Zeit bemerkenswert waren die rundum montierten Scheibenbremsen.
Ab 1981 wurden größere 15-Zoll-Felgen auf Breitreifen der Größe 215/60 verbaut.
1983 erschien die technisch wie optisch überarbeitete Version Mk 2. Zugleich nahm das Werk eine Cabriolet-Version in das Programm auf.
1986 löste der Mk 3 den Mk 2 ab. Kennzeichen der neuen Variante waren eine geänderte Frontschürze, neue Felgen und beim Coupé eine geänderte Dachlinie; der Sta Matilde war jetzt ein Stufenheckcoupé. Das Mk 3-Coupé wurde nur bis 1987 gebaut, das Cabriolet bis 1990.
1987 wurde das Mk 3-Coupé durch den Mk IV mit Breitband- anstelle der Doppelscheinwerfer ersetzt. Erstere stammen vom VW Santana. Der Mk 4 wurde bis 1990 in Kleinserie hergestellt, danach bis 1995 nur noch auf Bestellung.
1997 lancierte das Werk einen stark überarbeiteten Mk 5. Neben einer neuen Front, einem Heck mit Spoilerlippe und einem digitalen Armaturenbrett besaß der Mk 5 das Differentialgetriebe und die Hinterachse vom Chevrolet Omega A.
Insgesamt wurden vom Sta Matilde 937 Exemplare gefertigt, davon 490 Stück mit Schrägheck, 371 mit Stufenheck und 76 als Cabriolet.